# Брижит Макрон
Брижит Мари-Клод Макрон рођена је 13. априла 1953. Она је француска наставница и супруга Емануела Макрона, тренутног председника Француске републике.   Да би помогла свом супругу у његовој политичкој каријери, прекинула је каријеру наставнице књижевности на престижној приватној средњој школи Сент-Луи де Гонзаг у Паризу. 

## Детињство и младост
Брижит Макрон рођена је Брижит Мари-Клод Троњо у граду Амјен у Француској. Била је најмлађа од шесторо деце  Симон (рођ. Пужол; 1910-1998) и Жана Троњоа (1909—1994), власника занатске радње за израду чололаде Троњо, која је у власништву породице пет генерација  основане 1872. у Амјену.  Компанију, сада познату као Жан Троњо,  води њен нећак, Жан-Александар Троњо.

## Каријера
Брижит Озијер је предавала је књижевност у гимназији Луси-Бергер у Стразбуру осамдесетих.  До деведесетих година предавала је француски и латински језик на лицеју Провиданс, језуитској средњој школи у Амјену. Управо у тој средњој школи се први пут упознала са Емануелом Макроном. Емануел је похађао часове књижевности, а она је била задужена за један од програма позоришта на које је ишао. Њихова романса није била типична, јер је она била старија од њега скоро двадесет пет година, а Макрон ју је описао као „љубав која је у почетку била тајна, често скривана, коју су многи погрешно разумели пре него што се наметнула”. 

## Политика
Брижит Макрон (тада Озијер) неуспешно се 1989. кандидовала за посланицу у градском већу Трухтерсејма. То је био једини пут да се кандидује за јавну функцију. 
У 2017. години Брижит Макрон је играла активну улогу у председничкој кампањи свог супруга. Према речима једног од високих саветника „њено присуство му је било неопходно".  Током своје кампање Емануел Макрон је изјавио да ће његова супруга, након његове победе на изборима за председника Француске, „имати улогу коју је она увек имала уз њега, да неће бити скривана”  Емануел Макрон је предложио увођење званичне титуле „прва дама“ (будући да супруга француског председника тренутно нема званично звање) којој би припадало сопствено особље, канцеларија и буџет за њихове активности.  Након Макроновог избора за председника и петиције против његовог предлога која је прикупила више од 275.000 потписа, француска влада је саопштила да Брижит Макрон неће имати званичну титулу „прве даме” и да јој неће бити додељен званични буџет. У интервјуу за француски часопис Ел, изјавила је да ће убрзо бити објављена повеља о транспарентности која ће појаснити њену „улогу и одговарајуће финансирање“, укључујући састав и бројност њеног особља. 

## Лични живот
За банкара Андре-Луиса Озијера, удала се 22. јуна 1974. У браку су добили троје деце: Себастијена Озијера, инжењера, др Лоренс Озијер-Жордана, кардиолога, и Тифен Озијер, адвоката. Живели су у Трухтерсејму до 1991. године, када су се преселили у Амјен.  Са четрдесет година је упознала петнаестогодишњег Емануела Макрона у средњој школи Ла Провиданс  1993. године,где је била наставник, а он је био ученик и ишао у одељење са њеном ћерком Лоренс.  Брижит се од Озијера развела у јануару 2006. да би се за Макрона удала у октобру 2007. године. 